# Kim Basinger
Kimila Ann "Kim" Basinger (phát âm: /ˈbeɪsɪŋər/ bay-singer; sinh ngày 8 tháng 12 năm 1953) là một nữ diễn viên đoạt giải Oscar và cựu người mẫu thời trang Hoa Kỳ.

## Danh mục phim
| Năm  | Phim                          | Vai diễn                  | Ghi chú                                                                          |
| ---- | ----------------------------- | ------------------------- | -------------------------------------------------------------------------------- |
| 1981 | Hard Country                  | Jodie                     |                                                                                  |
| 1981 | Killjoy                       | Laury Medford             | Tên khác: Who Murdered Joy Morgan?                                               |
| 1982 | Mother Lode                   | Andrea Spalding           |                                                                                  |
| 1983 | Never Say Never Again         | Domino Petachi            |                                                                                  |
| 1983 | The Man Who Loved Women       | Louise Carr               |                                                                                  |
| 1984 | The Natural                   | Memo Paris                | Đề cử - giải Quả cầu vàng                                                        |
| 1985 | Fool for Love                 | May                       |                                                                                  |
| 1986 | 9½ Weeks                      | Elizabeth                 |                                                                                  |
| 1986 | No Mercy                      | Michel Duval              |                                                                                  |
| 1987 | Blind Date                    | Nadia Gates               |                                                                                  |
| 1987 | Nadine                        | Nadine Hightower          |                                                                                  |
| 1988 | My Stepmother Is an Alien     | Celeste Martin            |                                                                                  |
| 1989 | Batman                        | Vicki Vale                |                                                                                  |
| 1991 | The Marrying Man              | Vicki Anderson            |                                                                                  |
| 1992 | Final Analysis                | Heather Adams             |                                                                                  |
| 1992 | Cool World                    | Holli Would               |                                                                                  |
| 1992 | The Real McCoy                | Karen McCoy               |                                                                                  |
| 1993 | Wayne's World 2               | Honey Horneé              |                                                                                  |
| 1993 | Mary Jane's Last Dance        |                           | music video for Tom Petty                                                        |
| 1994 | A Century of Cinema           | Herself                   | documentary                                                                      |
| 1994 | The Getaway                   | Carol McCoy               |                                                                                  |
| 1994 | Ready to Wear (Prêt-à-Porter) | Kitty Potter              |                                                                                  |
| 1997 | L.A. Confidential             | Lynn Bracken              | Academy Award for Best Supporting Actress; Nominated - BAFTA Award; Golden Globe |
| 2000 | I Dreamed of Africa           | Kuki Gallmann             |                                                                                  |
| 2000 | Bless the Child               | Maggie O'Connor           |                                                                                  |
| 2002 | 8 Mile                        | Stephanie Smith           |                                                                                  |
| 2002 | People I Know                 | Victoria Gray             |                                                                                  |
| 2004 | The Door in the Floor         | Marion Cole               |                                                                                  |
| 2004 | Elvis Has Left the Building   | Harmony Jones             |                                                                                  |
| 2004 | Cellular                      | Jessica Martin            |                                                                                  |
| 2006 | The Sentinel                  | 1st Lady Sarah Ballentine |                                                                                  |
| 2006 | The Mermaid Chair             | Jessie Sullivan           |                                                                                  |
| 2007 | Even Money                    | Carol Carver              |                                                                                  |
| 2008 | While She Was Out             | Lead Role                 | awaiting release                                                                 |
| 2008 | The Informers                 | Graham's Mother           | awaiting release                                                                 |
| 2008 | The Burning Plain             | Gina                      | awaiting release                                                                 |

## Hoạt động truyền hình
- Charlie's Angels (1976) (tập: Angels in Chains)
- Dog and Cat (1977) (bị huỷ dự án sau 6 tập)
- The Ghost of Flight 401 (1978)
- Katie: Portrait of a Centerfold (1978)
- From Here to Eternity (1979) (miniseries)
- From Here to Eternity (1980) (bị huỷ dự án sau 13 tập)
- Killjoy (1981)
- Sean Connery, an Intimate Portrait (1997) (phim tài liệu)
- The Simpsons (1998: 13.17) (vai chính mình)